# Eruguera becgrossa
L'eruguera becgrossa (Coracina caeruleogrisea) és una espècie d'ocell de la família dels campefàgids (Campephagidae). Habita boscos i vegetació secundària a les illes Aru i Nova Guinea, incloent les illes Yapen.